# Hedyscepe canterburyana
Hedyscepe canterburyana är en enhjärtbladig växtart som först beskrevs av Charles Moore och Ferdinand von Mueller, och fick sitt nu gällande namn av Hermann Wendland och Carl Georg Oscar Drude. Hedyscepe canterburyana ingår i släktet Hedyscepe och familjen Arecaceae. Inga underarter finns listade i Catalogue of Life.

## Bildgalleri

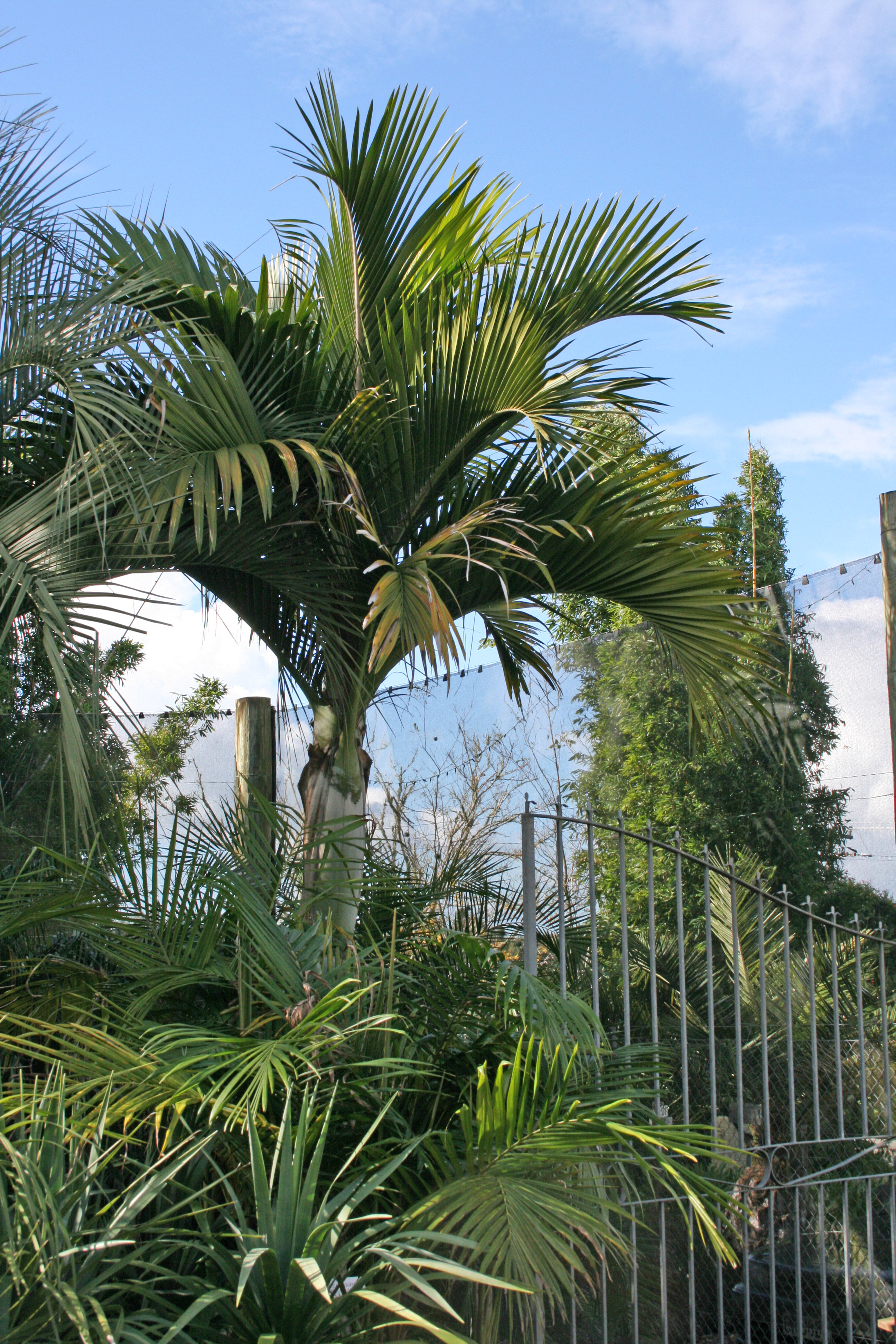